# Norská rallye 2007

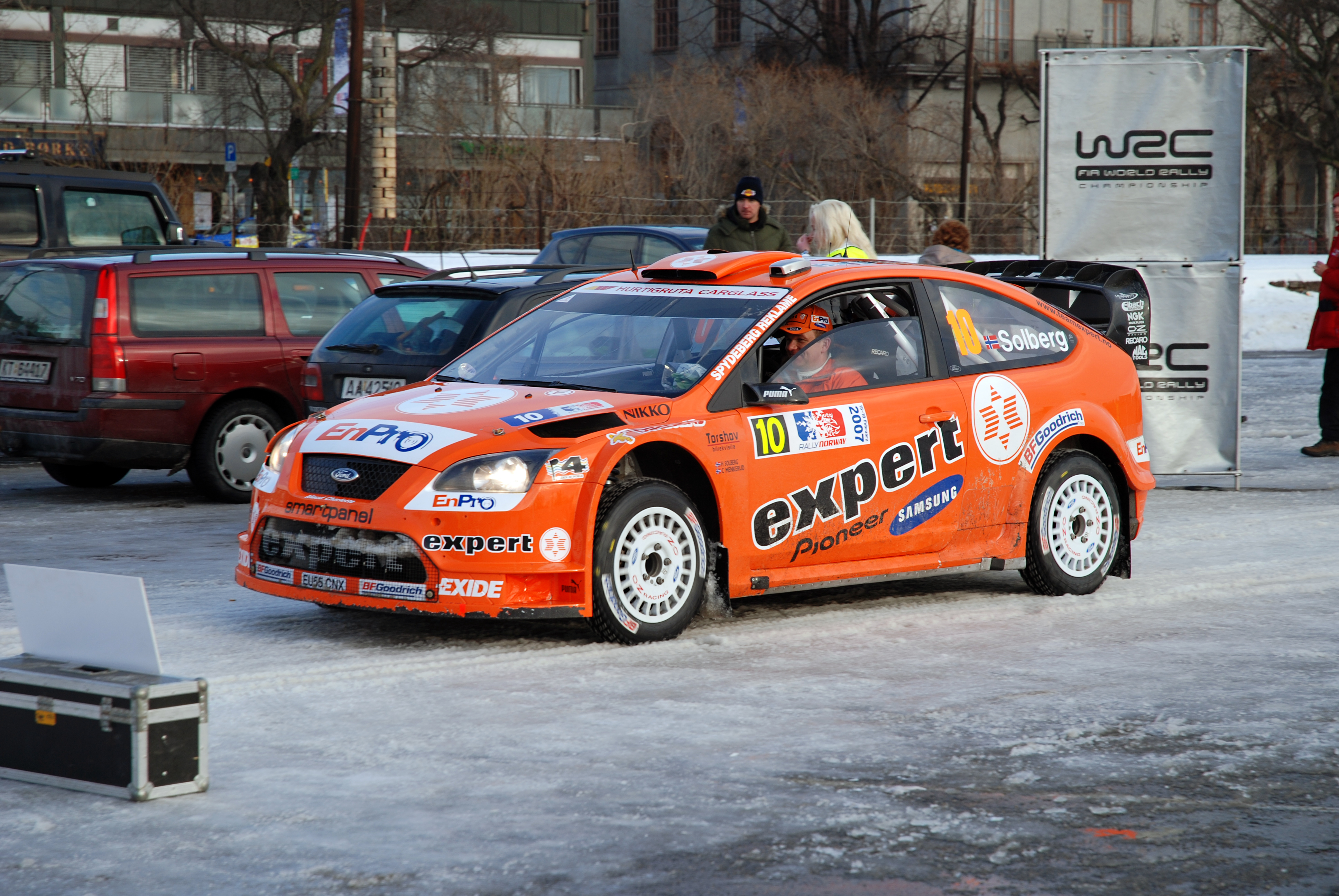
Henning Solberg

Norská rallye 2007 se uskutečnila ve dnech od 16. února do 18. února 2007.

## Stupně vítězů
| Finsko · Finsko                 | Finsko · Finsko               | Norsko · Norsko               |
| ------------------------------- | ----------------------------- | ----------------------------- |
|                                 | Mikko Hirvonen Jarmo Lehtinen |                               |
| Marcus Grönholm Timo Rautiainen | 1                             | Henning Solberg Cato Menkerud |
| 2                               |                               | 3                             |
|                                 |                               |                               |

## Celkové pořadí

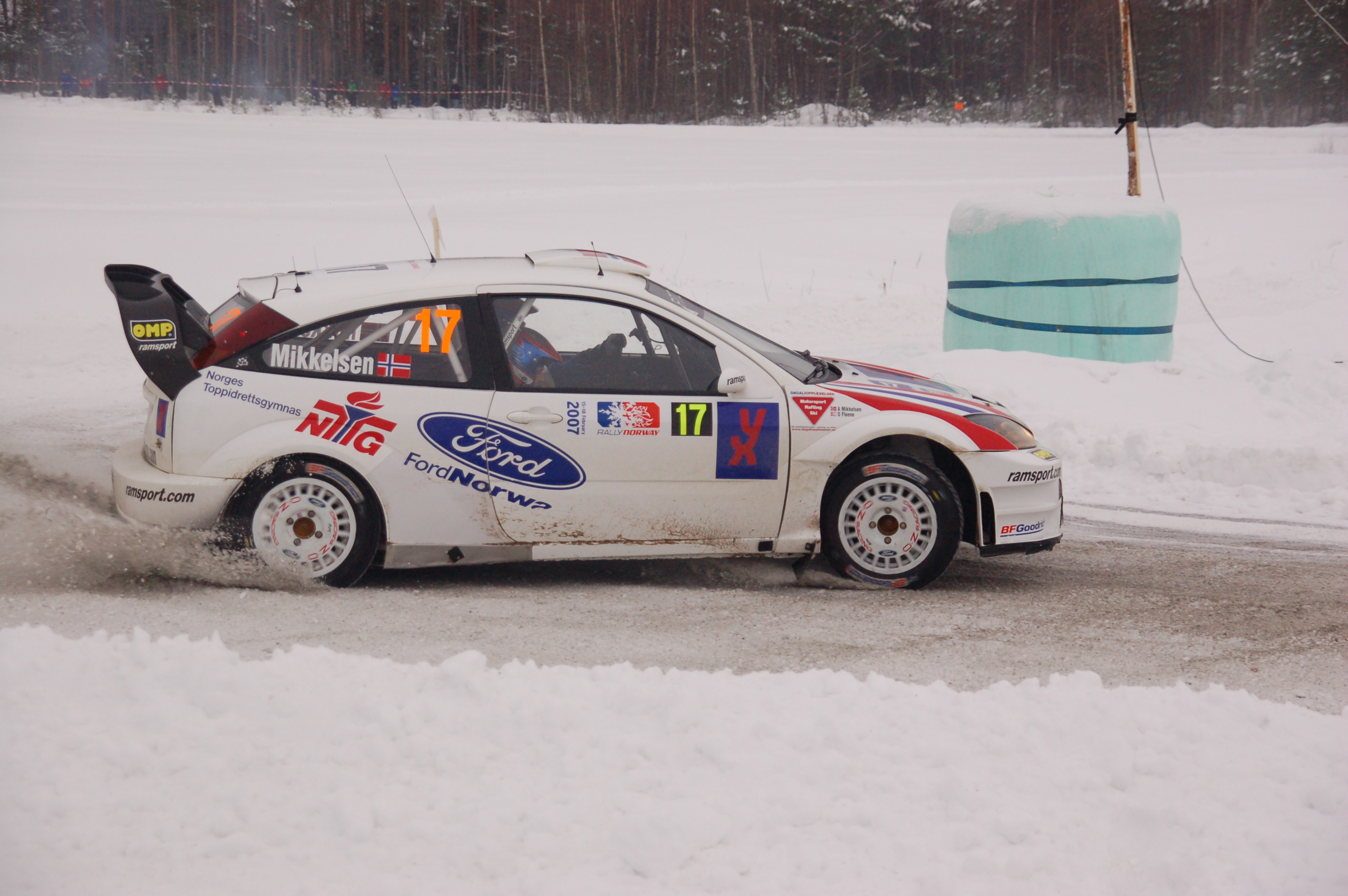
Andreas Mikkelsen

| *   | Jezdec                           | Vůz                     | Čas       |
| --- | -------------------------------- | ----------------------- | --------- |
| 1.  | Mikko Hirvonen Jarmo Lehtinen    | Ford Focus RS WRC 06    | 3:28:17,0 |
| 2.  | Marcus Grönholm Timo Rautiainen  | Ford Focus RS WRC 06    | 3:28:26,5 |
| 3.  | Henning Solberg Cato Menkenrud   | Ford Focus RS WRC 06    | 3:32:01,6 |
| 4.  | Peter Solberg Philip Mills       | Subaru Impreza WRC 2006 | 3:32:18,1 |
| 5.  | Jari Matti Latvala Mikka Antilla | Ford Focus RS WRC 06    | 3:33:18,1 |
| 6.  | Gigi Galli Giovanni Bernacchini  | Citroën Xsara WRC       | 3:35:22,2 |
| 7.  | Daniel Carlsson Denis Giraudet   | Citroën Xsara WRC       | 3:37:40,7 |
| 8.  | Jan Kopecký Filip Schovánek      | Škoda Fabia WRC         | 3:40:06,9 |
| 9.  | Rune Dalsjo Jens Olav Lovhoiden  | Subaru Impreza S9       | 3:41:48,8 |
| 10. | Andreas Mikkelsen Ola Floene     | Ford Focus              | 3:42:45,7 |